# Kněžmost
Kněžmost település Csehországban, a Mladá Boleslav-i járásban. Kněžmost Žďár, Boseň, Bakov nad Jizerou, Mnichovo Hradiště, Libošovice, Obruby, Dolní Stakory, Přepeře, Obrubce, Branžež, Dobšín és Husí Lhota településekkel határos. Lakosainak száma 2359 fő (2024. január 1.).

## Népesség
A település lakosságának változását az alábbi diagram mutatja:
| Lakosok száma | 2925 | 2801 | 2656 | 1849 | 1547 | 1510 | 2103 | 2125 | 2195 | 2359 |
|               | 1869 | 1890 | 1921 | 1950 | 1980 | 2001 | 2017 | 2019 | 2022 | 2024 |